# Hiša Marije Pomočnice
Hiša Marije Pomočnice je roman Ivana Cankarja, izdal ga je leta 1904 Lavoslav Schwentner, ponatisnjen je bil leta 1989 1956 je izšel pri koprski založbi Lipa 1999 pri založbi Karantanija (zbirka Klasiki) in leta 2004 pri DZS v zbirki Slovenska zgodba (Dnevnikova knjižnica, št. 5) 

## Vsebina
Roman se začne z Malčinim prihodom v Hišo Marije Pomočnice, kamor jo prinese mati. Dogajanje spremljamo preko vsevednega pripovedovalca, ki se postopoma oddaljuje od Malčinega doživljanja bolnišnice in se osredotoča na odnos malih bolnic do življenja in smrti. Slednja je v bolnišnici oziroma hiralnici vseskozi prisotna. Tu spoznamo predrzno Lojzko, ustrežljivo Reziko, Tino, ki je najstarejša in najbolj zrela, slepo Tončko, skrivnostno in samotno Katico, tiho Pavlo, grbavo in robustno Brigito, Minko, ki kmalu po Malčinem prihodu umre, ter sestro Cecilijo, ki je prijazna in usmiljena in edina odrasla oseba, ki ji dekleta zaupajo. V nasprotju z njo so obiskovalci Hiše vedno predstavljeni kot tujci, ki ne sodijo v posvečeni svet Hiše umiranja. 
Dekleta redno obiskuje grofica s spremljevalkama (Edit in Margit), ki milostno delijo pomaranče in piškote, ter pričakujejo, da bodo bolnice molile za dobrotnike, Lojzka pa hlini zahvalo in se za njihovim hrbtom pači. 
Sestra Cecilija predstavlja edino pravo povezavo deklet z zunanjim svetom, saj jim prinese kanarčka Hanzka, ki ga obožujejo, a mu nasilni vdor zunanjega sveta v njihov mirni dom prinese konec. Katičin oče, velik in umazan pijanec, ki se ga prestrašijo vsa dekleta, celo njegova hči, se približa kanarčku, ki se od strahu požene proti oknu, udari ob steklo in pogine. 
Sestra Cecilija jim nato prinese vrabčka, ki ga poimenujejo Anarhist, saj je upornik in ga ne morejo udomačiti, ker vztrajno išče izhod iz sobe. Tako vso noč poskakuje ob oknu, se zaletava vanj in pada, dokler ni zjutraj povsem izmaličen in ga skoraj mrtvega pometejo iz sobe. Z njim Cankar primerja eno od deklet, Tino, ki dojema Hišo kot mrtvašnico in si edina želi izkusiti drugačno življenje – poleg prezgodaj zapeljane Brigite. Ker se Tina zaveda, da nikoli ne bo mogla zaživeti normalnega življenja zdrave ženske, po katerem tako hrepeni, poskuša narediti samomor. Prihodnje jutro jo odpeljejo iz sobe, a dekleta jo, prav tako kakor vrabčka Anarhista, hitro pozabijo. 
V 6. in 8. poglavju romana Cankar izrazito naturalistično opiše okolje, iz katerega izvirajo Lojzka, Brigita (6. poglavje) in Tončka (8. poglavje), ter izzove val kritik na račun pornografije, ki naj bi jo skril pod krinko naturalizma.   
Lojzkina starša namreč vpričo hčere prešuštvujeta, oče celo pripelje domov štirinajstletno siromašno deklico, ki jo napije in zlorabi (Cankar na tem mestu uporabi izrazite barvne podobe); starša se tudi prepirata, tudi fizično obračunata, a v javnosti to spretno prikrivata, kar jima Lojzka še posebej zameri. 
Brigita pa je pred prihodom v Hišo Marije Pomočnice živela s staršema in še skupino drugih delavcev v dveh skromnih sobah. Občasno v večji sobi priredijo zabavo, kjer se napijejo in moški poljubljajo Brigitino mamo ter odidejo z njo v sosednjo sobo. Ko nekoč Brigitin oče enega teh moških zabode, ga mati napodi – ljubimec se čez nekaj tednov vrne, oče pa nikdar več. Brigito ob nedeljah puščajo samo doma, tako jo nekoč zapelje eden izmed delavcev. 
Oče slepe Tončke je osorni svétnik, ki se po ženini smrti znova poroči. Z novo ženo pride v hišo tudi ženina hči Lucija, ki Tončko sili v homoseksualne odnose. Oče je tudi novi ženi nezvest, spolno nadleguje služkinje, Tončko zanemarja. Celo ko jo zlorabi eden njegovih znancev, ne pokaže nikakršnega sočutja. Mačeha ima mladoletnega ljubimca in poskrbi, da Tončkinega očeta zaprejo. Tončka je srečna, ko jo odpeljejo od doma, vendar pride že čez leto in pol oče ponjo in Tončka mora zapustiti Hišo Marije Pomočnice. 
Malčina mati je zasebna šivilja, ki dela podnevi in ponoči. Le neki daljni spomin ima Malči na čas, ko je bila mati vesela in je načrtovala lepšo prihodnost z mladim gospodom, ki je nekaj časa bival pri njih.  Zdi se, da Malči čuti vse manj sočutja z materjo, niti si ne želi domov. V kratkem času, ki ga preživi v hiši, Malči dozori in sprejme svojo usodo. Zato tudi ne razume, zakaj mati ob njeni smrtni uri joče. 
Prav tako opazimo zamenjani vlogi med deklicami in starši pri ustrežljivi in usmiljeni Reziki, ki želi zaščititi očeta, pri skoraj nepokretni Katici, ki tolaži svojo mater in ji briše solze, pri umirajoči Minki, ki poslednjo noč v svojem življenju sočutno razmišlja o svojih mrtvih starših. Minka je v sobi že vrsto let, zato pripoveduje dekletom o njihovih predhodnicah v sobi ter njihovih poslednjih trenutkih.
V sobi živi še Židinja Pavla, ki je tiho in modro dekle. Obiskuje jo mati s hčerama in sinom Edvardom, v katerega se zaljubi Tina in željno pričakuje njegovih obiskov. Ko nekega dne Edvard obišče sestro v družbi mladega in lepega dekleta, Tina obupa, saj se zave, da njej usoda ni namenila ljubezni, pač pa smrt.
Izmed vseh deklet najbolj izstopa predrzna Lojzka, ki ne more prikriti svojega aristokratskega porekla. Je namreč ošabna in izzivalna, večkrat draži Tino zaradi njenih čustev do Edvarda. Tako je na neki način predstavnica starega življenja in njegove hinavščine, zavisti in nehvaležnosti, čeprav tudi sama ne želi domov, pa tudi darove, ki jih ji nosita starša, vedno razdeli med sotrpinke.
Zunanji obiskovalci so načeloma predstavljeni kot sebični grešniki ali pa vsaj kot trpinčeni in zavrženi ljudje, ki niso sposobni ugledati plemenitega kraljestva lepote in čistosti, ki ga malim bolnicam predstavlja soba Sv. Neže v Hiši Marije Pomočnice. Tu so našle varno zavetje pred nasilnim in hudobnim svetom, v katerega se ne želijo vrniti.
Roman se konča z Malčino smrtjo. Dekleta pričakujejo spomladanski izlet, a morajo najprej počakati, da Malči umre. Tudi Malči pričakuje potovanje v sončno pokrajino in  si želi, da bi prišla mati, ki je tako dolgo upala na drugačno življenje, ter odšla z njimi. Ko pride mati k hčerini smrtni postelji, je Malči pripravljena na pot v lepši svet. V predsmrtnih blodnjah se ji zdi, da se skupaj z dekleti in materjo peljejo proti sončni svetlobi, v kateri se že lesketajo lasje Jezusa Kristusa, ženina, ki ga Malčina duša željno pričakuje.